# Ipomoea ophiodes
Ipomoea ophiodes là một loài thực vật có hoa trong họ Bìm bìm. Loài này được Standl. & Steyerm. mô tả khoa học đầu tiên năm 1944.